# Rufino (Argentinië)
Rufino is een plaats in het Argentijnse bestuurlijke gebied General López in de provincie Santa Fe. De plaats telt 19.211 inwoners (indec, 2022).

## Geboren in Rufino
- Bernabé Ferreyra (1909-1972), voetballer
- Amadeo Carrizo (1926), voetballer